# WFTI-FM
WFTI-FM是位于美国佛罗里达州圣彼德斯堡的一个基督教广播电台，由家庭广播公司开办，覆盖坦帕湾地区，发射功率3千瓦。